# Darko Mitrevski
Darko Mitrevski, né le 3 octobre 1971 à Skopje (aujourd'hui en Macédoine du Nord), est un réalisateur macédonien.